# Joseph-Achille Verville
Pour les articles homonymes, voir Verville.
Joseph-Achille Verville (23 janvier 1887-20 novembre 1937) fut un notaire et homme politique fédéral et municipal du Québec.

## Biographie
Né à Sainte-Gertrude dans la région du Centre-du-Québec, il fait ses études au Collège de Nicolet et à l'Université Laval. Il entama sa carrière politique en devenant maire de Saint-Flavien.
Élu député du Parti libéral du Canada dans la circonscription fédérale de Lotbinière en 1925, il est réélu en 1926, 1930 et 1935. Il est mort en fonction en 1937 à l'âge de 50 ans.